# Charles-Nicolas-Sigisbert Sonnini de Manoncourt
Charles-Nicolas-Sigisbert Sonnini de Manoncourt (1. veljače 1751. – 9. svibnja 1812.) bio je francuski botaničar i prirodoslovac. Njegov otac je bio Nicolas-Charles-Philippe Sonnini.
Njegovo je najpoznatije djelo Histoire naturelle des Reptiles, avec figures desinées d'après nature, koje je napisao zajedno s Pierreom Andréom Latreilleom.
Objavio je i Putovanja po Gornjem i Donjem Egiptu te Putovanja po Grčkoj i Turskoj.
Pokopan je na groblju Père-Lachaise, a postoji i rukopis nazvan po njemu. 